# Süßleiteck
Das Süßleiteck ist ein 2507 m ü. A. hoher Gipfel der Schladminger Tauern in der Obersteiermark. Er liegt westlich vom Sölkpass.

## Lage und Landschaft
Das Süßleiteck liegt im Hauptkamm der Niederen Tauern, zwischen Rantental bei Krakau (Steiermark) im Süden, und Sölktal mit Sankt Nikolai im Norden. Südlich geht der Etrachbach über die Ranten zur Mur. Nördlich fließen der Schimpelbach vom Schimpelsee westlich und Hüttkar-Bach zusammen, sie gehen über die Sölk zur Enns. 
Westlich im Hauptkamm folgt der Schimpelspitz (2413 m ü. A.). östlich nach dem Schrein (2410 m ü. A.) der Sauofen (2415 m ü. A.).

## Zustieg
Den Berg ersteigt man aus dem Großsölktal über die Bräualm und den Breitenbachsee, oder über den Etrachgraben und die Rudolf-Schober-Hütte auf die Schimpelscharte, und etwas hinunter, und von dort über den Nordkamm – mit einem gesicherten Gegenabstieg – auf den Gipfel. Ein Steig führt auch direkt von der Schimpelscharte über den Schimpelspitz.  
Vom Weg vom Schödergraben zum Katschgraben führt ein Steig am Sauofen südlich vorbei und von Osten den Grat über den Schrein. 